# ポンチェン

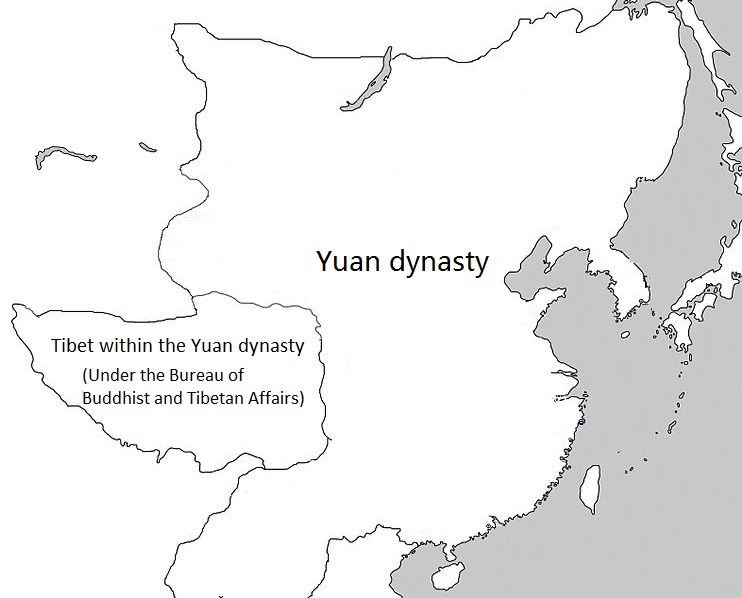
一般に、大元ウルス治下のチベットは宣政院（英語ではBureau of Buddhist and Tibetan Affairsと表記される）の統轄下にあったとされる。

ポンチェン（dPon chen）とは、モンゴル帝国がチベットを統治していた時代（13世紀〜14世紀）に、サキャ派教団に置かれていたチベットの最高行政官または総督。サキャ派教団（聖権）の長たる座主に対する、俗世界（俗権）の長と位置付けられている。プンチェンとも。
『元史』などの漢文史料は「ポンチェン」に相当する称号に言及しないため、漢文史料上の「宣慰使」と同一視する説もあるが、これに否定的な見解も存在する。ポンチェンをチベット政治史上にどのように位置づけるかという問題は、大元ウルス支配下のチベットをどのように位置づけるかという問題とも密接に関わっており、未だ定説が形成されるに至っていない。

## 概要

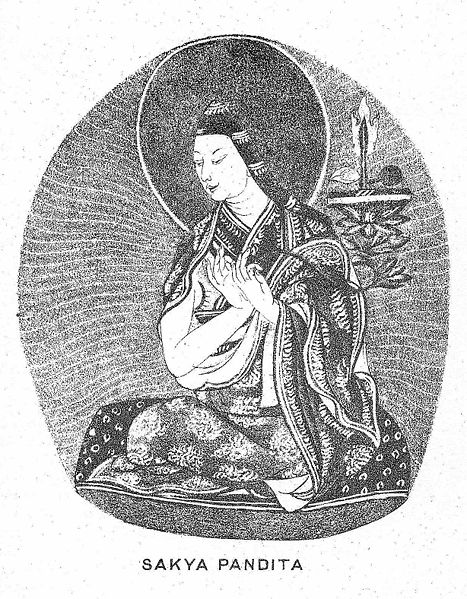
サキャ・パンディタ

モンゴルの侵攻が始まる13世紀頃のチベット仏教教団では、座主の血縁に当たる在俗男子、あるいは提携諸侯中の有力者から実際の政務を担当する俗権首長を選ぶのを常としていた。サキャ派教団がモンゴルの後ろ盾を得て全チベットに支配を広げるのに併せて、広汎な地域に影響を及ぼすようになったサキャ派俗権首長こそがポンチェンであった。
ポンチェンという地位の起源は、サキャ・パンディタがチベット侵攻を担当するモンゴルの王族コデンの下を訪れる際に、自らの代行者としてシャーキャ・サンポ（Chakya bzang po）を任命したことに遡る。モンゴル側でクビライが即位するとサキャ・パンディタとともにモンゴルの下を訪れていたパクパが帝師として取り立てられ、モンゴルの後ろ盾を得たパクパが1265年に一時チベットに戻った際に初めてシャーキャサンポを「ポンチェン」に任命したという。
以後、ポンチェンはモンゴルの宮廷に仕えるパクパに代わってチベットにおける権力者となったが、仏教界の最高権威者たる帝師とチベット統治の実権者たるポンチェンは必ずしも友好な関係にあったわけではなく、帝師を退いてチベットに帝遠したパクパは自分と対立するポンチェンを退けて新たなポンチェンを立てたと記録されている。一方、記録に残る歴代ポンチェンの事績は宗教施設の修築に関わる事が圧倒的であって、主としてサキャ派教団＝コン氏に貢献するという方向に政治機能を発揮しており、ポンチェンは本質的にはサキャ派権力に付随するものであったとみられる。これを裏付けるように、サキャ派座主が一時空位になった時、第9代ポンチェンのアクレンは教団の権力を乗っ取ろうとすることもなく、江南に抑留されていたコン氏の人間を呼び戻すことに尽力したと記録されている。
サキャパ政権の誕生（1260年代）からパクモドゥパの勃興による崩壊（1350年代）まで、約100年近くの間にポンチェンは24代いたと記録されており、一人のポンチェンの平均在位期間は僅か4年に過ぎない。この点からもポンチェンの地位が必ずしも安定したものとはいえず、上位の権威者たる座主の意向に動向を左右されていたことが窺える。

## 宣政院との関係
大元ウルス治下のチベット史を把握するためには漢文史料とチベット語史料との比較検討が必須となるが、『元史』を始めとする漢文史料側にはチベットに関する官職名（宣政院と、これに属する烏思蔵宣慰使司都元帥府・土蕃等路宣慰使司都元帥府・吐蕃等処宣慰司都元帥府）は記されても、チベット統治の実態について全く言及されないという問題がある。逆に、チベット語史料側にはポンチェンを中心とする政治史が克明に記されるが、ポンチェンという概念は漢文史料側では確認できない。
そこで、主に中国人研究者はポンチェン＝宣慰使（宣慰司の長）と解釈することで、大元ウルスが設置した官僚制度（宣政院）によるチベット支配が成立したのだと論じる。『元史』巻87百官志3には宣政院-宣慰司都元帥府-万戸という統属関係が示されるが、チベット側の記録でもポンチェンは宣慰司系の官職を与えられていたこと、サキャ派以外の諸寺院はそれぞれ「チコル（万戸）」に編成されてサキャ派に服属していたことが確かめられる。この議論に基づけば漢文史科とチベット語史料双方の欠落を上手く補うことができ、「宣慰司＝ポンチェン」を通じた元朝朝廷によるチベット文配（元朝一元体制説）」という分かりやすい図式を描き出すことができる。
一方、チベット語史料を読み解くと単純に「宣慰司＝ポンチェン」とは言い難い要素が多く見出されるため、中国外の研究者では「ポンチェンは確かに宣政院の官を兼ねることもあるが、あくまでサキャ派内で選出される地位であり、チベットは元朝の直接支配下にあったとは言い難い」と論じる者も多い。しかし、このような「元朝・サキャ派二元体制説」に立つ場合、今度はモンゴル側が宣政院を通じてどのようにチベットと関わろうとしていたか、という部分が上手く説明できなくなるという難点がある。
日本人チベット史研究者の乙坂智子は「元代を通じてチベットが元朝朝廷の直接支配下にあったか否か」に焦点を当てて議論してきた従来の研究を批判し、モンゴルのチベット支配に対する姿勢は時期によって変化しており、4つの時期に区分できると論じている。ポンチェンと宣慰使が同一の存在であるかどうかは、チベットが大元ウルスの直接支配下にあったかどうかという問題とも密接に関わっており、今猶議論が続けられている。

## 歴代ポンチェン
1. シャーキャ・サンポ（Chakya bzang po）
2. クンガ・サンポ（Kun dga' bzang po）
3. シャンツン（Shang btsun）
4. チュポガンカルワ（Phyug po sgang dkar ba）
5. チャンリン（Byang rin）
6. クンション（Kun gshon）
7. ションワン（gShon dbang）
8. チャンドル（Byang rdor）
9. アクレン（A glen）
10. ションワン（gShon dbang）：再任
11. レクパパル（Legs pa dpal）
12. センゲパル（Seng ge dpal）
13. オーセル・センゲ（'Od zer seng ge）
14. クンガ・リンチェン（Kun dga' rin chen）
15. トンヨパル（Don yod dpal）
16. ヨンツン（Yon btsun）
17. オーセル・センゲ（'Od zer seng ge）：再任
18. ギェルワサンポ（rGyal ba bzang po）
19. ワンチュクパル（dBang phyug dpal）
20. ソナムパル（bSod nams dpal）
21. ギェルワサンポ（rGyal ba bzang po）：再任
22. ワンツォン（dBang brtson）